# Aymon de Cruseilles
Aymon dit de Cruseilles ou de Menthonay, mort le 26 novembre 1275, est un évêque de Genève du XIIIe siècle, sous le nom d'Aymon III.

## Biographie

### Origines
Les origines d'Aymon ou Aimon ne sont pas connues, il est mentionné pour la première fois en 1248.
Il semble, très probablement, originaire de Cruseilles,, ville relevant du comté de Genève.
Les auteurs du Régeste genevois (1866) le nomment Aimon de Menthonay, sans savoir s'il s'agit de Menthonay en Bresse ou de Menthonay en Albanais. Ces auteurs indiquent que Joseph-Antoine Besson (1758), sans preuves, le donnait comme chanoine de Sixt et dit « de Menthonay de Latour ». Une famille de Menthonay dite de la Tour était originaire de Menthonnex (Genevois).

### Carrière religieuse
Les documents le nomment frère Aimon, sans connaître toutefois l'origine de son monastère. Il est prieur du couvent des dominicains de Lausanne entre 1251 et 1258,,.
On le retrouve assistant au chapitre de Milan où il s'oppose, dans l'attribution de la prédication du Valais, au prieur de Zurich.
À partir de 1251, il est conseiller du prince Pierre de Savoie,. Devenu comte, Pierre II l'intègre à son conseil et le charge des relations avec les ecclésiastiques du comté de Savoie. C'est la raison pour laquelle il est apparu dans de nombreux documents comme témoin ou encore arbitre.
Aymon de Cruseilles devient évêque de Genève. Il est attesté en 1268. Il fait ainsi partie des prélats présents lors de la consécration de la cathédrale de Lausanne, en 1275, par le pape Grégoire X.
Aymont meurt le 26 novembre 1275,. Besson indique qu'il meurt « subitement à Hautecombe, d'où son corps fut porté à Genève, pour être inhumé à la Cathédrale ».